# Messier 37
Messier 37 (również M37 lub NGC 2099) – najjaśniejsza gromada otwarta w gwiazdozbiorze Woźnicy. Odkrył ją Giovanni Batista Hodierna przed rokiem 1654. Od 2 września 1764 znajduje się w katalogu Messiera.
Według różnych obliczeń M37 jest oddalona od Ziemi o 3,6-4,7 tys. lat świetlnych. Jej średnica (w zależności od przyjętej odległości) waha się od 20 do 25 lat świetlnych. Wiek gromady szacuje się na ok. 300 mln lat.
M37 jest największą spośród trzech gromad w południowym Woźnicy (M36, M37 i M38). Zawiera ponad 150 gwiazd o jasności obserwowanej powyżej 12,5m (wszystkich prawdopodobnie ok. 1800). Przynajmniej 12 z nich to czerwone olbrzymy.